# 원주 구룡사 삼장보살도
원주 구룡사 삼장보살도(原州 龜龍寺 三藏菩薩圖)는 1727년에 화승 백기(白基)와 영휘(英輝)가 조성하여 치악산 구룡사에 봉안했던 불화이다. 대한민국 강원특별자치도 평창군 진부면, 월정사성보박물관에 있다. 2015년 3월 4일 대한민국의 보물 제1855호로 지정되었다.

## 지정 사유
원주 구룡사 삼장보살도는 1727년에 화승 백기(白基)와 영휘(英輝)가 조성하여 치악산 구룡사에 봉안했던 삼장보살도로서, 수륙무차평등제의촬요(水陸無遮平等齋儀撮要), 천지명양수륙제의찬요(天地冥陽水陸齋儀纂要), 오종범음집(五種梵音集) 등 수륙재의식집에 의거하여 천장보살(天藏菩薩), 지지보살(持地菩薩), 지장보살(地藏菩薩) 등 세 보살의 회상(會上)을 묘사하였다. 조성발원문과 후령통, 다라니 등이 들어있는 복장낭도 잘 남아있는데, 화기에 기록된 제작 시기, 연화질 등이 일치한다. 가로와 세로로 접힌 자욱으로 인해 부분적으로 안료가 박락되기는 했지만, 밝은 녹색과 적색을 중심으로 노란색과 파란색 등 중간색이 어우러진 화사한 색감, 균형잡힌 신체에 둥근 얼굴, 살짝 치켜 올라간 눈, 가늘고 긴 코, 작고 꽉 다문 입술 등 18세기 전반 불화의 특징이 잘 표현된 수작 가운데 하나라고 할 수 있다. 18세기 전반 영가천도(靈駕薦度) 및 추선공약(追善供養)을 위한 수륙재의식 때 봉안되었던 작품으로서, 국가지정문화재(보물)로 지정하여 보호할 만한 가치가 있다고 평가된다.

## 참고 자료
- 원주 구룡사 삼장보살도 - 국가유산청 국가유산포털